# 白颜树属
白颜树属（学名：Gironniera）是大麻科下的一个属，为常绿乔木或灌木植物。该属共有约30种，分布于印度、马来西亚至波利尼西亚。